# Gastank

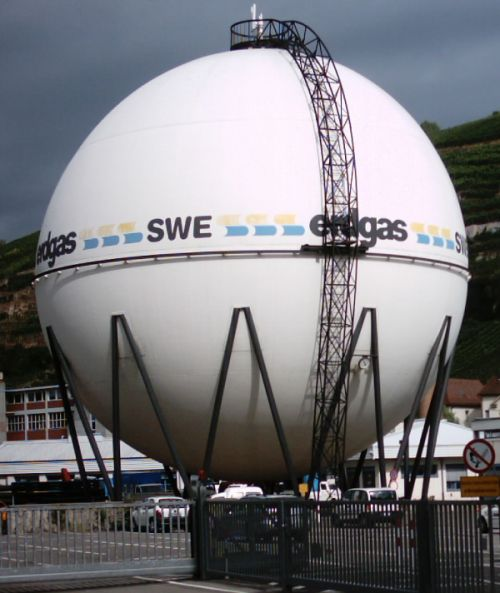
Een bolvormige lng-gastank bij een raffinaderij

Een gastank, propaantank of bulktank is een tank waarin vloeibaar gemaakt gas onder druk is opgeslagen.
Bij raffinaderijen en terminals betreft het de karakteristieke bolvormige tanks waarin bijvoorbeeld lpg is opgeslagen.

## Tanks voor particulieren
Bij particulieren betreft het cilindrische vaten die meestal propaan bevatten en een inhoud hebben tot 3 m3 (circa 2750 liter). De grootste tanks voor particulieren hebben een inhoud tot 10 m3 en nog grotere tanks treft men slechts bij bedrijven aan.
De kleinere tanks kunnen boven- of ondergronds worden geplaatst, de grotere tanks enkel bovengronds. Deze grotere tanks ziet men ook bij lpg-vulstations. De kleine tanks vindt men vooral op het platteland, daar waar zich geen aansluiting op het aardgasnet bevindt. Om gebruikers en hun omgeving te beschermen, heeft de overheid regels opgesteld met betrekking tot de plaats van de bovengrondse gastank.
Begin jaren 60 van de 20e eeuw kwamen de propaantanks voor particulieren in gebruik.

## Opmerking
Onder gastank wordt ook het vat verstaan waarin zich bij op lpg rijdende auto's het gas bevindt.